# Martin Schlott
Martin Schlott (ur. 11 listopada 1891 we Wrocławiu, zm. 5 marca 1950 w Wuppertalu) – niemiecki zoolog, chronologicznie piąty dyrektor wrocławskiego zoo w okresie 1 XI 1934 - 15 III 1946 r i zarazem ostatni niemiecki dyrektor tej instytucji.
W 1919 r. podjął studia przyrodnicze na Uniwersytecie Wrocławskim. W 1931 r. otrzymał tytuł doktora za pracę poświęconą pająkom. Od 1931 r. był współpracownikiem we wrocławskim Zoo ówczesnego dyrektora Honigmanna, po którym objął stanowisko w 1934 r. Jako dyrektor Zoo doprowadził do rozbudowania tuż przed II wojną światową wybiegów i pomieszczeń dla antylop, zebr i żyraf, skalnego wybiegu dla pawianów (1939), basenów dla fok i lwów morskich, wybiegów dla niedźwiedzi (1937/38).
Ogłoszenie Wrocławia twierdzą (Festung Breslau) i walki z Armią Czerwoną w okresie I - V 1945 doprowadziły do likwidacji Ogrodu i śmierci większości, zwłaszcza dużych (lub niebezpiecznych) zwierząt w Ogrodzie, które zostały zastrzelone z rozkazu władz niemieckich. Do czerwca 1945 przetrwało jednak około 200 zwierząt, którymi wciąż opiekował się Schlott. W czerwcu zostały one wywiezione do innych polskich ogrodów zoologicznych.
Od końca czerwca 1945 r., w związku ze zlikwidowaniem miejscowego Zoo, Schlott pracował w innych miejscach, m.in. we wrocławskim muzeum zoologicznym, a po wyjeździe z Wrocławia w marcu 1946 r. pracował w Zoo w Hanowerze, a od 1947 do zgonu był dyrektorem Zoo w Wuppertalu.
Opublikował m.in. przewodnik po wrocławskim Zoo "Führer durch den zoologischen Garten zu Breslau", wyd. Aktien-Gesellschaft Breslauer Zoologischer Garten, 1941 r., Wrocław, a także prace naukowe, m.in.: "Biologische Studien an Agelena labyrinthica Cl" (Breslau, 1931).